# August Kopff
August Kopff (Heidelberg, 5. veljače 1882. – Heidelberg, 25. travnja 1960.) je njemački astronom i otkrivač kometa i asteroida. Otkrio je 68 asteroida, od kojih je jedan nazvao 589 Croatia.
Po njemu je nazvan jedan krater na Mjesecu.